# Jacquerie
Jacquerie es un término francés empleado para referirse a las revueltas de campesinos que tuvieron lugar en Francia durante la Edad Media, el Antiguo Régimen y la Revolución francesa.
El término proviene de la Grande Jacquerie de 1358. En la crónica que hizo de este levantamiento el cronista medieval Jean Froissart, este denominaba a los campesinos "Jacques Bonhomme" probablemente por la chaqueta que solían llevar, la jaque. De la misma manera, los nobles llamaban de manera despectiva "Jacques" a los siervos y campesinos que trabajaban en sus tierras.

## La Grande Jacquerie de 1358
La Grande Jacquerie fue un levantamiento popular francés ocurrido en 1358 en las zonas rurales de la Isla de Francia, Picardía, Champaña, Artois y Normandía. Tuvo lugar durante la guerra de los Cien Años en un contexto de crisis política, militar y social. Sus causas son múltiples, pero tuvo un papel relevante la impopularidad de la nobleza francesa después de la derrota de Poitiers en 1356, y la miseria reinante en el campo devastado por los ejércitos y las compañías libres. La Grande Jacquerie se inscribe en un conjunto de revueltas simultáneas, como la insurrección liderada por Étienne Marcel, las revueltas surgidas alrededor de París entre mayo y junio de 1358 y los movimientos de agitación que sacudían entonces las ciudades de Flandes.

## Otras jacqueries medievales
- Revuelta de los tuchins (1381-1384), en la provincia de Languedoc

## Las jacqueries delsigloXVI
- Revuelta de los rustauds o Guerra de los campesinos alemanes (1524-1526), en el sur del Sacro Imperio Romano Germánico, Alsacia y Suiza
- Revuelta de los pitauds (1542-1550), en el oeste de Francia (de La Rochelle a Burdeos)
- Revuelta de los gautiers (1587-1589), alrededor del pueblo de La Chapelle-Gauthier, en Normandía
- Revuelta de los crocantes (1594-1638), en el Lemosín y suroeste de Francia

## Las jacqueries bajo Luis XIII
El ministerio del cardenal Richelieu dio lugar a grandes revueltas campesinas. La participación de Francia en la guerra de los Treinta Años implicó un fuerte aumento de la carga fiscal para el pueblo, y por otro lado Francia luchaba contra un país católico, España, en alianza con potencias protestantes del norte de Europa. En aquella época, las protestas campesinas se centraban en el creciente poder monárquico y el establecimiento progresivo de un centralismo férreo, así como en la política fiscal del cardinal aplicada en un contexto económico muy difícil. Se oían gritos de "Viva el Rey sin gabela".
La represión de las jacqueries fue desigual según se encargaran de ella los funcionarios locales (represión más contenida) o las tropas del Rey (represión expeditiva y ejemplar).
Las jacqueries de aquella época no amenazaban al Estado francés porque no tenían programas coherentes a largo plazo y estaban enfocadas a resolver situaciones concretas juzgadas como insostenibles por los habitantes de las zonas rurales. Supusieron una fuerte oposición a las políticas de Richelieu. Las revueltas más graves fueron:
- Diversas jacqueries de croquants hasta 1642, en el suroeste de Francia,
- Revuelta de los nu-pieds, en 1639 en Normandía.

## Las jacqueries bajo Luis XIV
En el siglo XVII, los campesinos franceses vivían casi exclusivamente del producto de la tierra que cultivaban y de los intercambios con regiones limítrofes. Su economía era especialmente sensible a las irregularidades climáticas (se trata del periodo climático conocido como Pequeña Edad de Hielo) y toda mala cosecha significaba un alza de los precios y la hambruna.
Contrariamente a una opinión muy extendida, las hambrunas empiezan nada más comenzar el reinado de Luis XIV de Francia. En 1662, la hambruna se extiende por todo el país y provoca un éxodo de campesinos hacia las ciudades, donde buscan refugio y abarrotan los hospicios. Las epidemias se ceban en los campesinos mal alimentados, mientras siguen aumentando los impuestos del Estado (como la gabela o el impuesto sobre el papel sellado y las vajillas de estaño) y se mantienen los impuestos feudales. La mayoría de las revueltas campesinas que sacuden el reino de 1624 a 1670 son revueltas antifiscales en las que participan tanto los labradores como los granjeros arrendatarios y los aparceros. Las numerosas jacqueries del siglo XVII fueron reprimidas con extrema violencia:
- Revuelta del Boulonnais en 1662, se salda con 3.000 detenidos y el envío de 400 personas a las galeras.
- Revuelta de Audijos en 1664, liderada por Bernard d'Audijos en el suroeste de la provincia de Gascuña. El ministro Jean-Baptiste Colbert acababa de imponer la gabela a las provincias que hasta entonces estaban exentas. En Gascuña, un aventurero, Bernard d'Audijos, se pone al mando de los campesinos sublevados y mantiene en jaque al ejército real durante dos años. Cuando las tropas reales le apresan, el Rey, ante su popularidad, no se atreve a castigarle, le amnistía y le nombra coronel.
- Revuelta de Roure, en 1670 en el Vivarais, fue una de las mayores sublevaciones campesinas del siglo. Al origen, un rumor extiende la noticia de que un edicto iba a crear un nuevo impuesto aún más ofensivo que los ya existentes. La revuelta nace en Aubenas y su región, y los pillajes empiezan. Pronto, Anthoine du Roure se perfila como el jefe de la jacquerie que se extiende y multiplica incendios y asesinatos. Du Roure será capturado y ejecutado, y la represión sangrienta.
- Revuelta del papel sellado, o revuelta de los bonetes rojos, es una revuelta antifiscal que tiene lugar en 1675, en el oeste de Francia desde Bretaña a Burdeos, y es la revuelta en la que la represión tendrá más consecuencias a largo plazo. El Rey levanta nuevas tasas para financiar la guerra con Holanda, pasando por alto los derechos fiscales concedidos a Bretaña desde su unión con Francia en 1532. Aparte del papel sellado, las nuevas tasas se aplican a las vajillas de estaño (incluyendo las ya poseídas desde hace años) y al tabaco. El campo y las ciudades se sublevan, y la revuelta se extiende a casi todo el oeste de Francia, donde amenazó ciudades enteras, incendió castillos y molestó a algunos nobles, aunque la revuelta se centró en despachos de papel sellado y de tabaco, y en agentes recaudadores de impuestos. Los campesinos plasmaron sus quejas en unos cuadernos redactados en cada parroquia, los Códigos campesinos, que prefiguran los Cuadernos de quejas de 1788-1789. La represión es particularmente violenta y sangrienta: la población es sometida mediante dragonadas y obligada a alojar y mantener a sus costas las tropas reales de ocupación durante los años siguientes. En 1679 el propio Colbert reconoció que la provincia de Bretaña estaba arruinada.

## sigloXVIII
En el siglo XVIII, las guerras campesinas no son tan numerosas por varias razones. Los impuestos adoptan la forma de impuestos indirectos, menos dolorosos porque son menos visibles. Es un siglo de crecimiento económico en la agricultura, y el individualismo campesino empieza a aparecer. Las revueltas rurales no desaparecen del todo: son más limitadas geográficamente, pero se dirigen más en contra de la nobleza. Las jacqueries aumentan a partir de la Guerra de las harinas de 1775, y las revueltas campesinas desempeñarán un papel destacado en la Revolución francesa.
- Varias jacqueries de croquantes o tard-avisés en 1707,
- Guerra de las harinas en 1775, en el norte, este y oeste de Francia,
- Gran Miedo de julio-agosto de 1789, en toda Francia.